# Taylor Mill
Taylor Mill é uma cidade localizada no estado americano de Kentucky, no Condado de Kenton.

## Demografia
Segundo o censo americano de 2000, a sua população era de 6913 habitantes.
Em 2006, foi estimada uma população de 6715, um decréscimo de 198 (-2.9%).

## Geografia
De acordo com o United States Census Bureau tem uma área de
16,5 km², dos quais 16,2 km² cobertos por terra e 0,3 km² cobertos por água.

## Localidades na vizinhança
O diagrama seguinte representa as localidades num raio de 8 km ao redor de Taylor Mill.